# Алфред Маршал
Алфред Маршал (на английски: Alfred Marshall) е един от най-влиятелните икономисти, професор по политическа икономия в Кеймбриджкия университет. Идеите на Маршал са повлияни от Адам Смит, Томас Малтус и Джон Стюарт Мил.
През 1890 г. Маршал пише книгата си „Принципи на политическата икономия“, в която представя теорията за търсенето и предлагането, теорията за пределната полезност и производствената теория на ценообразуването. На тези основи Маршъл стъпва, за да изведе принципа на ценовата еластичност на търсенето.
Книгата на Маршал е особено полезна с математическото представяне на принципите в икономиката, заради което се превръща и в основа на модерните учебници по тази дисциплина. Тя е била и основен учебник за много представители от следващото поколение икономисти в Англия, САЩ, Австралия и други страни.
Терминът икономика е въведен от Алфред Маршал като сбит синоним на „икономическа наука“ и като заместващ по-широкия термин политическа икономия. Според някои, неговата цел е да направи политическата икономия позитивна наука за пазарната икономика и да я освободи от идеологически пристрастия, да създаде от нея обща теория на пазарната икономика.
Ученик на Маршал е друг значим икономист – Джон Мейнард Кейнс.

## Съчинения
- 1879 – The Economics of Industry (with Mary Paley Marshall)
- 1879 – The Pure Theory of Foreign Trade: The Pure Theory of Domestic Values
- 1890 – Principles of Economics
- 1919 – Industry and Trade
- 1923 – Money, Credit and Commerce